# Arizona elegans arenicola
Arizona elegans arenicola – podgatunek niejadowitych węży Arizona elegans z rodziny połozowatych (Colubridae), występujących w Ameryce Północnej na pograniczu amerykańsko-meksykańskim. Angielska nazwa tego węża to Texas glossy snake, co można tłumaczyć jako teksański wąż połyskliwy.
Dorosłe osobniki średnio osiągają długość z zakresu 69–92 cm. Najdłuższy zmierzony osobnik miał 141 cm. Węże te żywią się małymi gryzoniami, jaszczurkami, innymi wężami i ptakami. Na wiosnę samica składa około 20 jaj, z których wykluwają się młode osobniki o długości ok. 20–28 cm.
Węże te żyją na terenach piaszczystych i skalistych, które preferują, jednak można je również spotkać w lasach oraz na terenach upraw rolnych.